# Halligen
De Halligen vormen een groep eilandjes in het noordelijke deel van de Duitse Waddenzee. Het betreft een tiental eilandjes dat niet wordt beschermd door dijken en daarom bij hoge vloed onderlopen. Hierdoor is een bijzondere natuur ontstaan. Op de kwelders vindt veeteelt plaats. Verder leven de eilanders van het toerisme.
De benaming Hallig wordt in het Duits ook in het algemeen gebruikt voor verhoogde terpen in buitendijkse gebieden. Dergelijke terpen kwamen vroeger ook voor in bijvoorbeeld de Nederlandse provincie Groningen (bijvoorbeeld in de Noordpolder en Oude Ruigezandsterpolder).

## Bewoonde Halligen

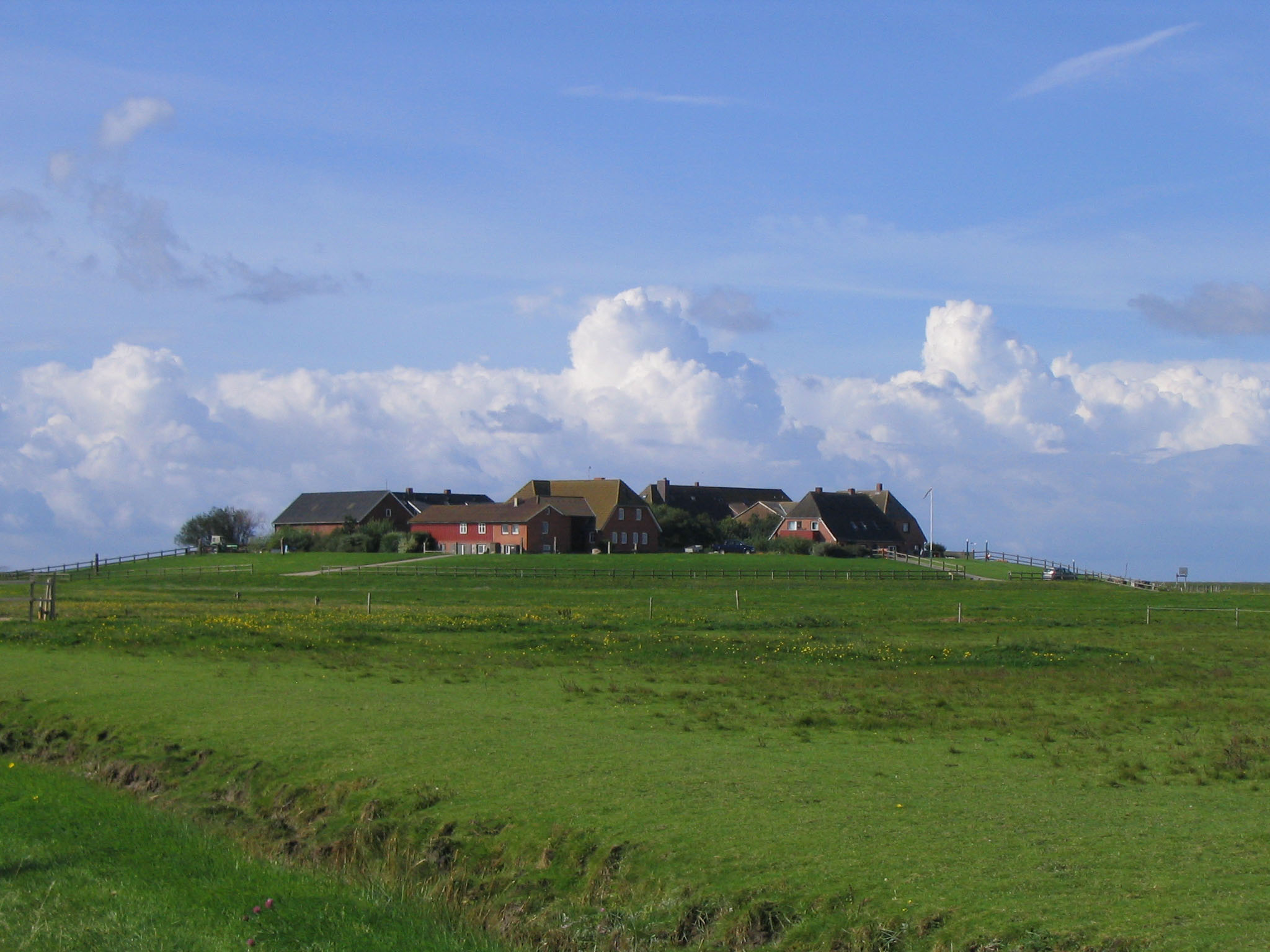
Een Warft op de Hallig Hooge

Vijf van de eilanden worden permanent bewoond. Er zijn heuvels opgeworpen, vergelijkbaar met de terpen en wierden aan de Waddenkust, die in Noord-Duitsland Warf, Warft, Wurt, Wurth, Warb, Werf of Werft worden genoemd, afhankelijk van het lokale dialect.
Op de Halligen wordt traditioneel een Noord-Fries dialect gesproken, het Halligers. Door de slinkende sprekerpopulatie is dit dialect bijna uitgestorven.
Vier van de Halligen zijn verbonden met het vasteland. Vanaf de (onbewoonde) Hamburger Hallig loopt een dam naar het vasteland, waaraan zoveel landwinning heeft plaatsgevonden dat de Hamburger Hallig nu eigenlijk een schiereiland is geworden. Vanaf Langeness en Oland en vanaf Nordstrandischmoor is de kust te bereiken via twee lorriespoorbanen. Hooge en Gröde zijn de enige bewoonde Halligen die geen vaste verbinding hebben met het vasteland.

## Onbewoonde Halligen
De onbewoonde Halligen maken deel uit van het nationale park Sleeswijk-Holsteinse Waddenzee (Nationalpark Schleswig-Holsteinisches Wattenmeer).
Aan de Noordzeekant van de Halligen liggen nog drie zandbanken (Nordfriesische Außensände); Süderoogsand, Norderoogsand en Japsand.

## Overzicht van de eilanden en hun bevolking
| Nr. | Hallig             | Aantal Warften | Bevolkingsaantal | Oppervlakte (in km²) | Gemeente   |
| --- | ------------------ | -------------- | ---------------- | -------------------- | ---------- |
| 1   | Langeneß           | 16             | 110              | 9,56                 | Langeneß   |
| 2   | Hooge              | 10             | 83               | 5,74                 | Hooge      |
| 3   | Gröde              | 2              | 13               | 2,52                 | Gröde      |
| 4   | Nordstrandischmoor | 4              | 18               | 1,75                 | Nordstrand |
| 5   | Oland              | 1              | 30               | 0,96                 | Langeneß   |
| 6   | Süderoog           | 1              | 2                | 0,60                 | Pellworm   |
| 7   | Südfall            | 1              | —                | 0,50                 | Pellworm   |
| 8   | Hamburger Hallig   | 2              | —                | 1,10                 | Reußenköge |
| 9   | Norderoog          | 1*             | —                | 0,09                 | Hooge      |
| 10  | Habel              | 1              | —                | 0,07                 | Gröde      |
|     | Totaal:            | 38             | 256              | 22,89                |            |

Pellworm en Nordstrand liggen weliswaar in hetzelfde gebied, maar worden niet tot de Halligen gerekend.
- Bibliothèque nationale de France: cb119839101 (data)
- Gemeinsame Normdatei: 4023049-1
- Virtual International Authority File: 183144783070093379906